# Fons Bastijns

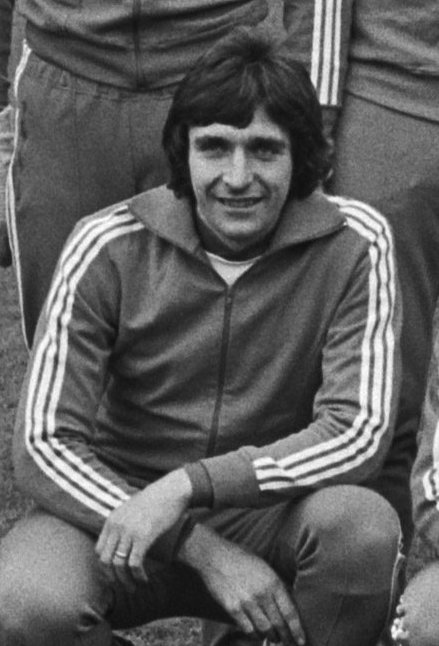
Fons Bastijns (1977)

Alfons „Fons“ Bastijns (* 28. Januar 1947 in Meer, Provinz Antwerpen; † 15. November 2008 in Brügge) war ein belgischer Fußballspieler.
Bastijns hat 1965 bei Racing White Brüssel mit dem Fußballspielen im Herrenbereich begonnen, anfangs als Mittelstürmer, anschließend von 1967 bis 1980 für den FC Brügge, bei dem er zum rechten Verteidiger umgeschult wurde. Mit Brügge hat er fünf belgische Meistertitel (1973, 1976, 1977, 1978 und 1980) sowie drei nationale Pokale (1968, 1970 und 1977) gewonnen, 502 Pflichtspiele bestritten und war langjähriger Mannschaftskapitän der Blau-Schwarzen. Er stand auch in zwei Europapokalendspielen, beide Male unter Trainer Ernst Happel: im UEFA-Pokal 1975/76 (1:1, 2:3 gegen den FC Liverpool) und im Meisterwettbewerb 1977/78 (0:1, erneut gegen Liverpool). Zu seinen bekanntesten Mitspielern gehörten Julien Cools, Roger Van Gool, René Vandereycken, Ulrik le Fevre, Georges Leekens und Jan Ceulemans.
Dreimal (1970 gegen Frankreich, 1973 gegen Norwegen und 1977 gegen die Niederlande) wurde er in der belgischen A-Nationalelf eingesetzt. Mehr Einsätze verhinderte die Konkurrenz auf seiner Position, namentlich der dafür „gesetzte“ Eric Gerets.
Seine Karriere ließ er in Frankreich beim Zweitdivisionär USL Dunkerque (1980–1982) und wieder in Belgien beim KV Mechelen ausklingen. In Mechelen hat er auch kurzzeitig als Trainer gearbeitet; in der zweiten Hälfte der 1980er hat er dann selbst noch einmal die Fußballstiefel geschnürt, und zwar für den Viertligisten FC Duffel.
Fons Bastijns, der seit mehreren Jahren an einer Muskelerkrankung litt, starb im November 2008 im Alter von 61 Jahren.